# Le Bizet
Le Bizet is een dorpje in de Belgische provincie Henegouwen. Het ligt in Ploegsteert, een deelgemeente van de faciliteitengemeente Komen-Waasten. Net zoals de rest van de exclave Komen-Waasten, behoorde Le Bizet tot 1963 tot de Vlaamse provincie West-Vlaanderen.
Le Bizet is gelegen dicht bij de Leie. Het ligt tegen de Franse grens, en de bebouwde kom strekt zich verder uit in Frankrijk en sluit aan op de stedelijke kern van de Franse stad Armentières. Hoewel Le Bizet geen deelgemeente is, heeft het toch een eigen postnummer gekregen: 7783.

## Bezienswaardigheden

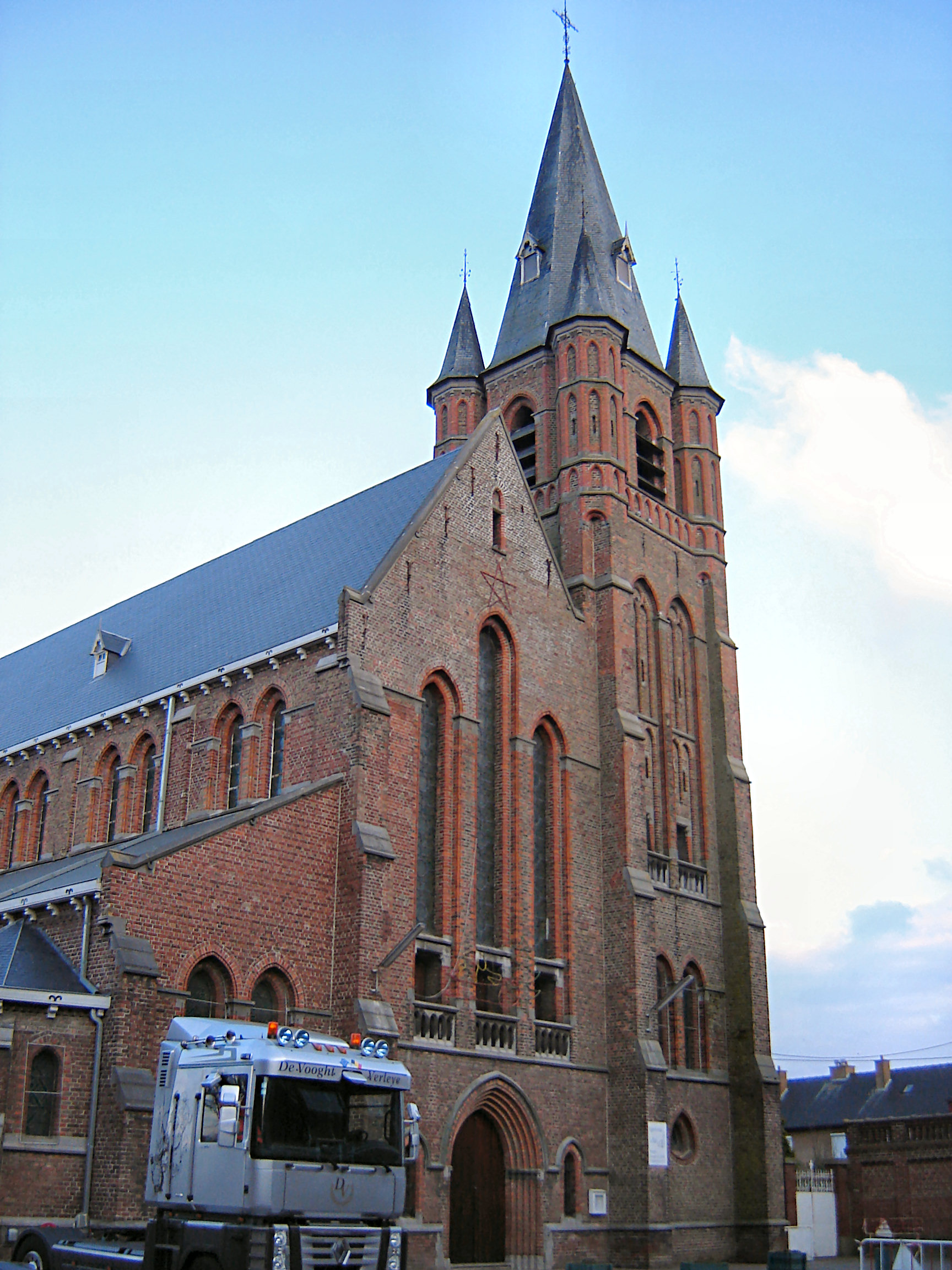
Sint-Andreaskerk

- De Sint-Andreaskerk

## Natuur en landschap
Le Bizet ligt op de Belgisch-Franse grens in de vallei van de Leie op een hoogte van ongeveer 18 meter.
Ten oosten van Le Bizet vindt men het Natuur- en vogelreservaat van Ploegsteert.

## Nabijgelegen kernen
Ploegsteert, Niepkerke, Armentières